# П'ятра-Нямц
П'ятра-Нямц (рум. Piatra Neamț) — місто у повіті Нямц в Румунії, що має статус муніципію.

## Географія
Місто розташоване на відстані 277 км на північ від Бухареста, 95 км на захід від Ясс.

## Історія

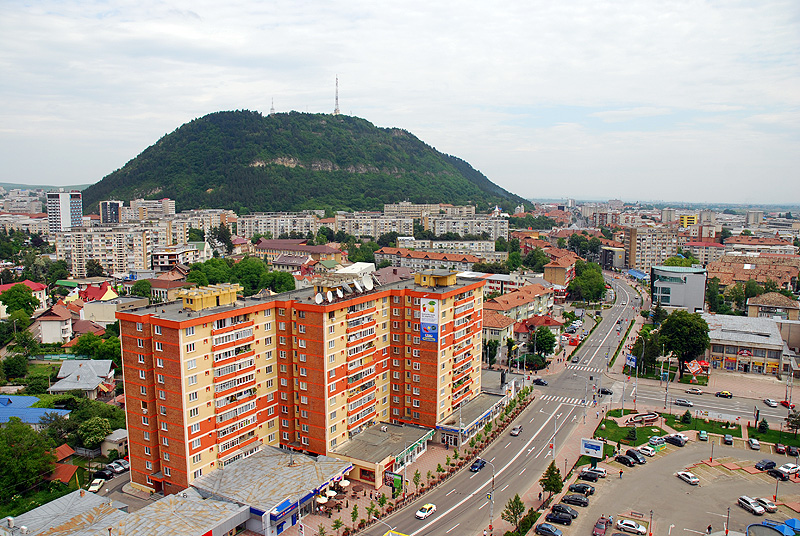
Вид міста

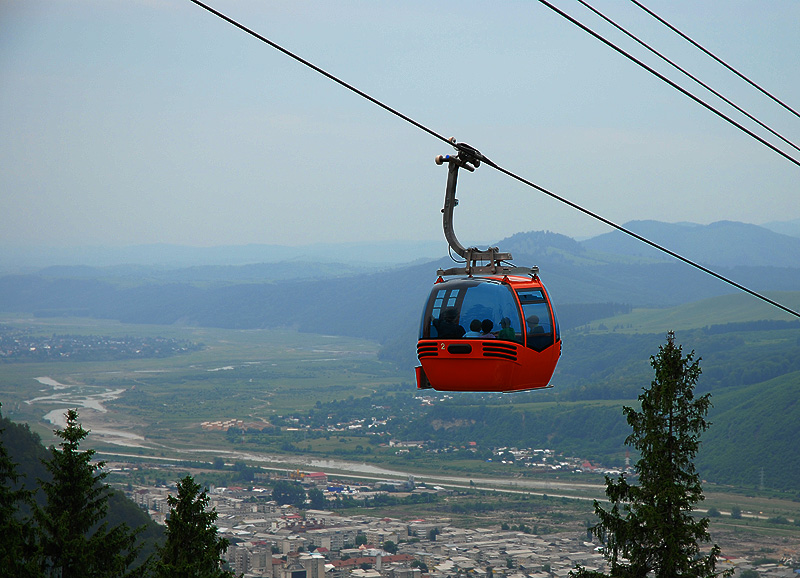
Підйомник П'ятра-Нямц

«Німич в горах» (Нямц) відзначається як руське місто у Волощині в Списку руських міст (1370—1390 рр). Місто було адміністративним центром Нямцького округу в північній частині Молдавського князівства (1346-1859), потім повіт Нямц у князівстві Валахії та Молдови (1859-1881), а з 1881 року - центр повіту королівства Румунія.
8 листопада 1841 року місті відкрито першу в Молдові паперову фабрику, а з 1852 року тут діяла целюлозно-паперова фабрика «Груліч».
Наприкінці ХІХ століття П'ятра-Нямц було складським пунктом торгівлі будівельним лісом, який сплавлявся сюди з хребта «Родна» на плотах річкою Бистрице. У той час населення міста становило близько 20 тисяч жителів, у місті було 10 церков і проводилось до п'яти ярмарків.
У середині XX століття у місті була розвинена целюлозно-паперова, деревообробна, текстильна, харчова промисловість. Поблизу міста знаходився комбінат азотних добрив.
У 1950 році місто отримало статус обласного і стало центром району П'ятра-Нямц.
У 1996 році засновано духовну семінарію в П'ятра-Нямц.
Першому десятилітті XXI століття формується проєкт перетворення муніципалітету на туристичне місто. У 2009 році еволюція цього проєкту призвела до сертифікації міста як курорту національного значення, але згодом, на тлі економічної кризи та додаткових труднощів, його розвиток набув суперечливих аспектів.

## Адміністративний устрій
Адміністративно місту підпорядковані такі села (дані про населення за 2002 рік):
- Велень (1437 осіб)
- Доамна (177 осіб)
- Чирітей (606 осіб)

## Транспорт

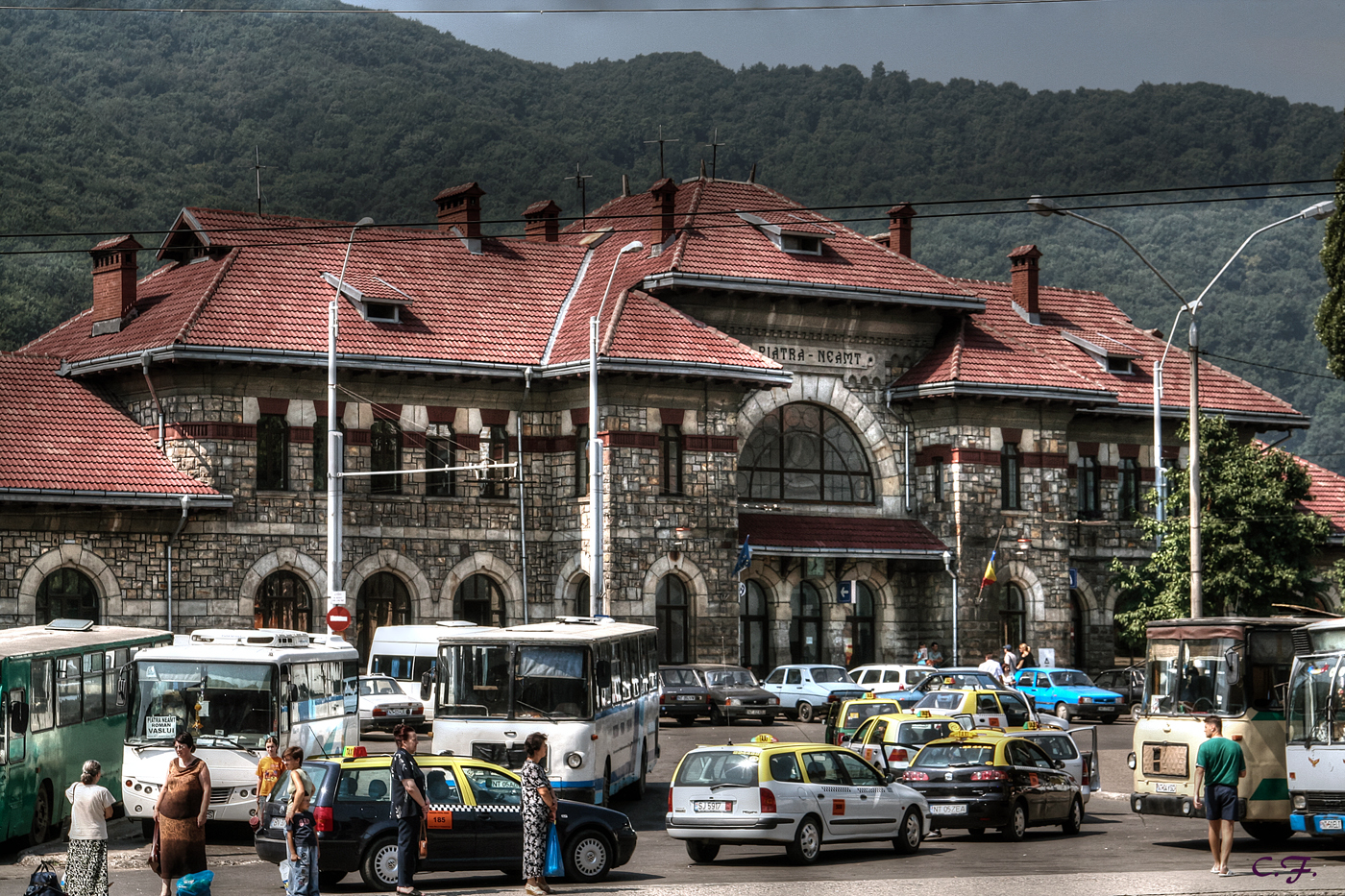
Вокзал (залізничний і автовокзал одночасно)
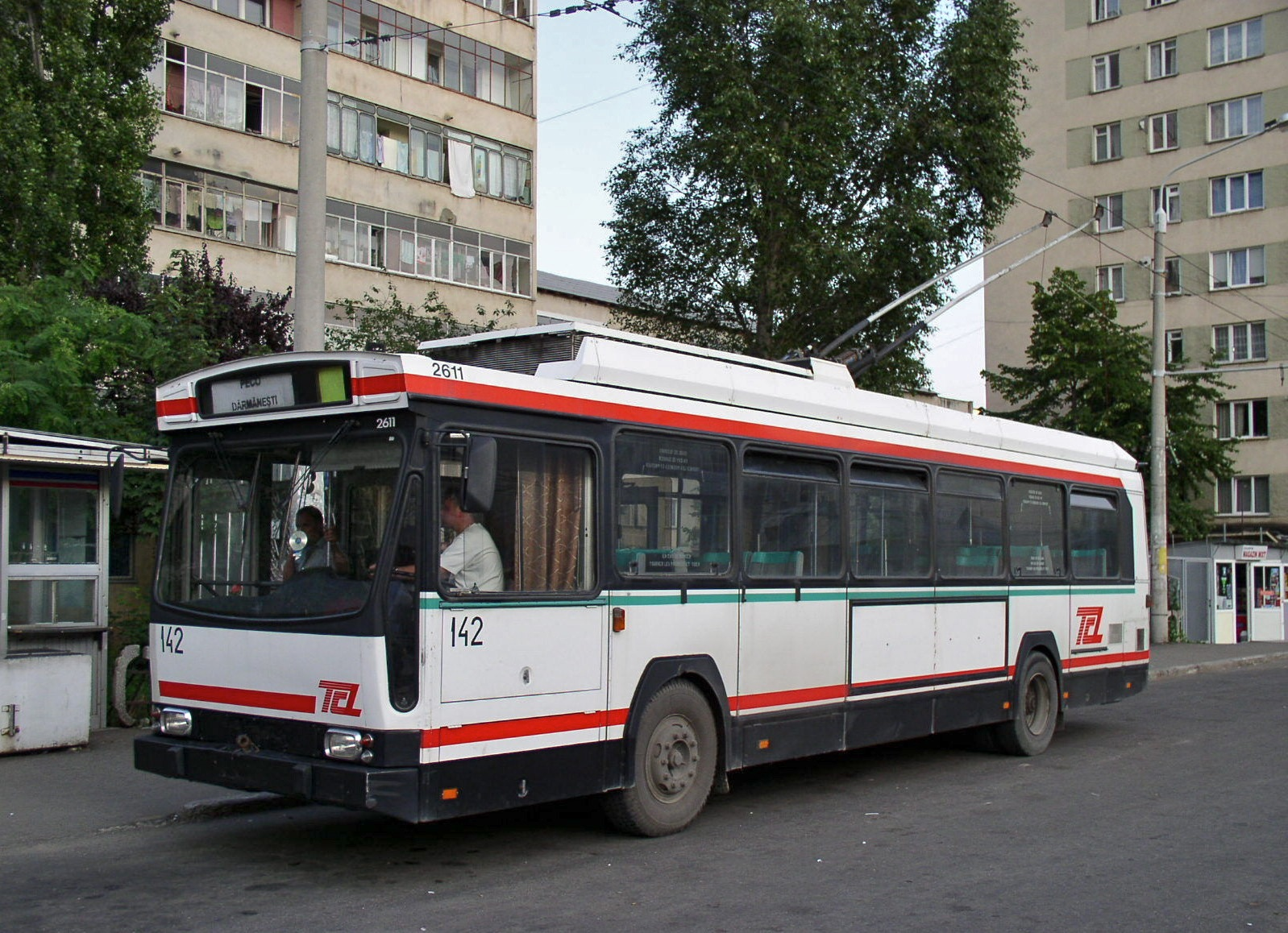
Тролейбус Renault ER100
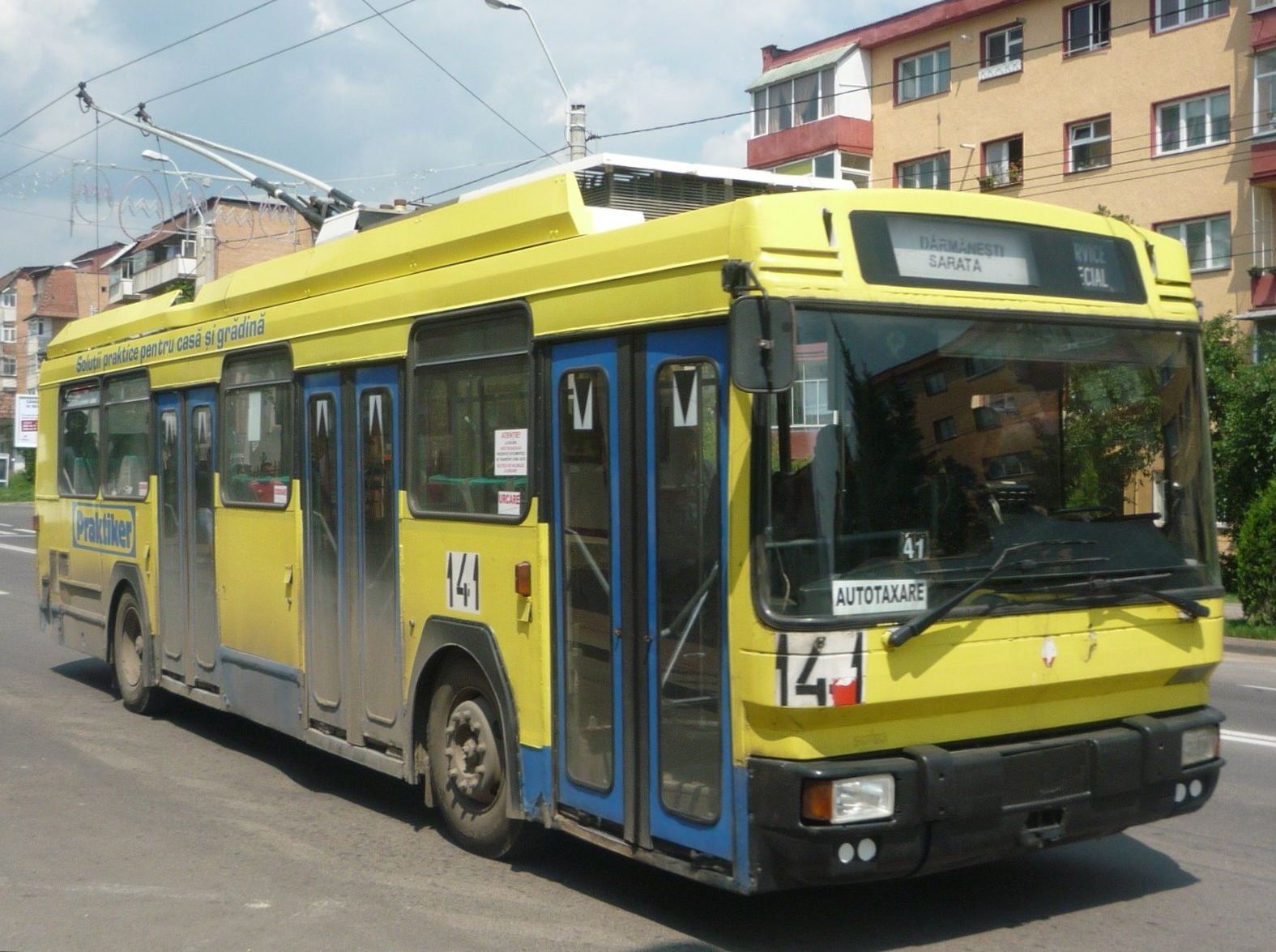
Тролейбус Berliet ER100 (куплений у компанії TCL Ліон)
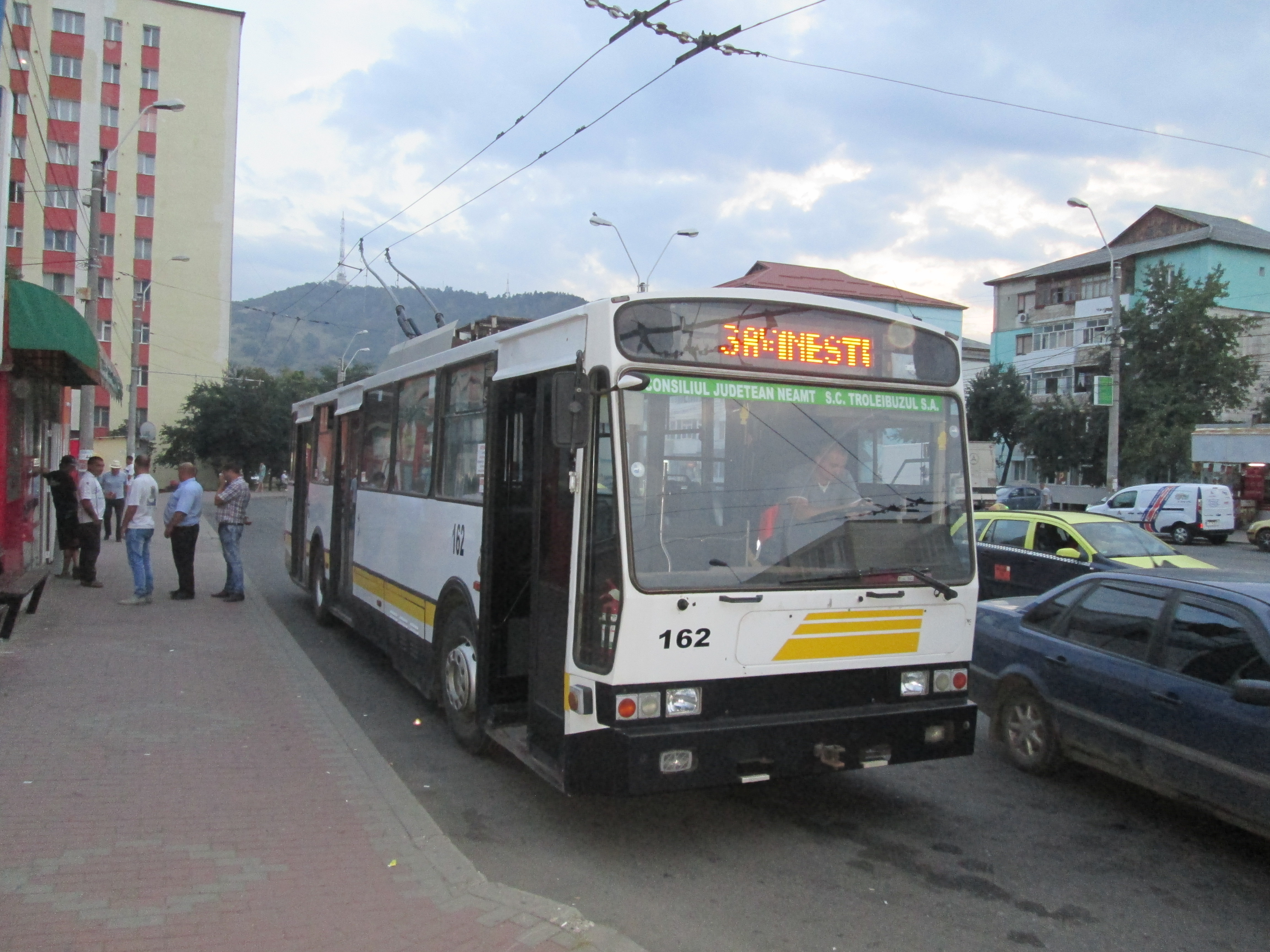
Тролейбус Rocar de Simon 412E (куплений у компанії RATC із Констанци)

## Населення
За даними перепису населення 2002 року у місті проживали 104 914 осіб.
Національний склад населення міста:
| Національність            | Кількість осіб | Відсоток |
| ------------------------- | -------------- | -------- |
| румуни                    | 102906         | 98,1 %   |
| цигани                    | 1364           | 1,3 %    |
| росіяни-липовани          | 173            | 0,2 %    |
| угорці                    | 148            | 0,1 %    |
| євреї                     | 91             | 0,1 %    |
| німці                     | 66             | 0,1 %    |
| італійці                  | 24             | < 0,1 %  |
| греки                     | 23             | < 0,1 %  |
| турки                     | 19             | < 0,1 %  |
| українці                  | 11             | < 0,1 %  |
| китайці                   | 7              | < 0,1 %  |
| вірмени                   | 5              | < 0,1 %  |
| поляки                    | 4              | < 0,1 %  |
| серби                     | 3              | < 0,1 %  |
| болгари                   | 3              | < 0,1 %  |
| чанго                     | 3              | < 0,1 %  |
| чехи                      | 2              | < 0,1 %  |
| татари                    | 1              | < 0,1 %  |
| не вказали національність | 6              | < 0,1 %  |

Рідною мовою назвали:
| Мова                  | Кількість осіб | Відсоток |
| --------------------- | -------------- | -------- |
| румунська             | 104066         | 99,2 %   |
| циганська             | 507            | 0,5 %    |
| угорська              | 125            | 0,1 %    |
| російська             | 60             | 0,1 %    |
| німецька              | 29             | < 0,1 %  |
| італійська            | 23             | < 0,1 %  |
| турецька              | 17             | < 0,1 %  |
| грецька               | 10             | < 0,1 %  |
| китайська             | 10             | < 0,1 %  |
| українська            | 9              | < 0,1 %  |
| єврейська (їдиш)      | 7              | < 0,1 %  |
| польська              | 3              | < 0,1 %  |
| татарська             | 2              | < 0,1 %  |
| болгарська            | 2              | < 0,1 %  |
| чеська                | 2              | < 0,1 %  |
| не вказали рідну мову | 3              | < 0,1 %  |

Склад населення міста за віросповіданням:
| Релігія                                       | Кількість осіб | Відсоток |
| --------------------------------------------- | -------------- | -------- |
| православні                                   | 99454          | 94,8 %   |
| римо-католики                                 | 3152           | 3,0 %    |
| адвентисти                                    | 526            | 0,5 %    |
| старообрядці                                  | 373            | 0,4 %    |
| бретрени                                      | 269            | 0,3 %    |
| п'ятдесятники                                 | 253            | 0,2 %    |
| баптисти                                      | 166            | 0,2 %    |
| греко-католики                                | 125            | 0,1 %    |
| юдеї                                          | 94             | 0,1 %    |
| атеїсти                                       | 52             | < 0,1 %  |
| мусульмани                                    | 45             | < 0,1 %  |
| реформати                                     | 39             | < 0,1 %  |
| лютерани                                      | 28             | < 0,1 %  |
| не релігійні                                  | 14             | < 0,1 %  |
| унітарії                                      | 7              | < 0,1 %  |
| лютерани (Синодально-пресвітеріанська церква) | 6              | < 0,1 %  |
| лютерани (Аугсбурзького сповідання)           | 2              | < 0,1 %  |
| не вказали релігію                            | 21             | < 0,1 %  |

## Уродженці
Серджіу Дан (1903 —1976) — румунський письменник, поет і журналіст.